# アニー・ハズラム
アニー・ハズラム（Annie Haslam、1947年6月8日 - ）は、イングランド出身の女性シンガーソングライター。
プログレッシブ・ロックバンド「ルネッサンス」のボーカリストとして知られる。オペラ的なスタイルの歌唱法を駆使しての声域は5オクターヴに及び、プログレ界でも最高峰の女性歌手として認知されている。

## 経歴
ランカシャー州ボルトン（現行政区：グレーター・マンチェスター州）に生まれる。最初は服飾デザイナーを目指していたが、やがて歌手になろうと決心し、シビル・ナイトというオペラ歌手から歌を習う。そしてルネッサンスに加入し、アルバム『プロローグ』（1972年）でプロ・デビューを果たした。ルネッサンスでの活動と並行して、アニーはロイ・ウッドと親交を深め、1977年にはロイをプロデューサーに起用したアルバム『不思議の国のアニー』でソロ・デビューを果たした。
1980年、ルネッサンスは一時的に解散状態となり、アニーはルネッサンスの中心人物であるマイケル・ダンフォードと共にネヴァダというユニットを結成した。ネヴァダはシングルを2枚発表した後、ルネッサンスの元メンバーのジョン・キャンプがネヴァダに合流したのに伴い、再びルネッサンスの名義に戻る。ネヴァダとしてのオリジナル・アルバムは発表されなかったが、2000年にはシングル曲や未発表音源を収録したコンピレーション・アルバム『Pictures in the Fire』がリリースされた。2枚目のソロ・アルバム『スティル・ライフ』（1985年）は、ロイヤル・フィルハーモニー管弦楽団との共演によるクラシックの楽曲のカヴァー集で、元ELOアレンジャーのルイス・クラークが編曲と指揮を担当した。
1987年にルネッサンスが解散すると、アニーはソロ活動に専念する。1989年発表のアルバム『アニー・ハスラム』（初回発売時の日本語タイトルは『ムーンライト・シャドウ』）は、マイク・オールドフィールドのカヴァー「ムーンライト・シャドウ」を収録しており、同曲は後に再結成ルネッサンスのライヴでも歌われた。1991年3月には初の日本公演を行い、東京公演と大阪公演では、前年にアニーと共演した土橋安騎夫がゲスト参加した。
1992年、トニー・ヴィスコンティをプロデューサーに起用して4枚目のソロ・アルバムの制作に入るが、アニーが乳癌と診断される。しかしアニーは音楽活動を諦めず、治療を経て1994年にはアルバム『ブレッシング・イン・ディスガイズ』を日本で先行発売した。
1995年、イエスのトリビュート・アルバム『テイルズ・フロム・イエスタデイ』にゲスト参加した。1997年には自分のレーベルであるWhite Doveを設立し、翌年にはリオデジャネイロ公演を収録したライヴ・アルバム『アンダー・ブラジリアン・スカイ』をリリース。
1999年発表のソロ・アルバム『The Dawn of Ananda』では、ルネッサンス時代の盟友マイケル・ダンフォードや、後に再結成ルネッサンスのメンバーとなるミッキー・シモンズ（元キャメル）とレイヴ・テーザー等のミュージシャンを曲作りのパートナーとして招いた。
2000年代以降は、再結成したルネッサンスを中心に活動している。

## ディスコグラフィ

### ソロ・アルバム
- 『不思議の国のアニー』 - Annie in Wonderland (1977年)
- 『スティル・ライフ』 - Still Life (1985年)
- 『アニー・ハスラム』 - Annie Haslam (1989年) ※旧邦題『ムーンライト・シャドウ』
- 『ブレッシング・イン・ディスガイズ』 - Blessing in Disguise (1994年)
- 『アンダー・ブラジリアン・スカイズ』 - Live Under Brazilian Skies (1998年)
- The Dawn of Ananda (1999年)
- It Snows in Heaven Too (2000年)
- One Enchanted Evening (2002年)
- 『ライヴ・イン・フィラデルフィア1997』 - Live Studio Concert (2006年)
- 『ナイト・アンド・デイ EP』 - Night and Day (2006年) ※マジェンタとの連名によるEP
- 『ウーマン・トランセンディング』 - Woman Transcending (2007年)

### ゲスト参加作品
- ロイ・ウッド : 『マスタード』 - Mustard (1975年)
- インタギャラクティック・ツアーリング・バンド : 『銀河の使者』 - Intergalactic Touring Band (1977年)
- ロイ・ウッド : 『オン・ザ・ロード・アゲイン』 - On The Road Again (1979年)
- 土橋安騎夫 : 『FOX』 (1990年)
- Various Artists : 『サパーズ・レディ - ジェネシス・トリビュート』 - Supper's Ready (1995年) ※ジェネシス・トリビュート・アルバム
- Various Artists : 『テイルズ・フロム・イエスタデイ』 - Tales From Yesterday (1995年) ※イエス・トリビュート・アルバム
- スティーヴ・ハウ : 『ポートレイツ・オブ・ボブ・ディラン』 - Portraits of Bob Dylan (1999年)
- ウェットン/ダウンズ : 『アイコン』 - Icon (2005年)
- デイヴ・シンクレア : 『ストリーム』 - Stream (2011年)
- ザ・プログ・コレクティヴ : 『ザ・プログ・コレクティヴ』 - The Prog Collective (2012年)
- Various Artists : 『ソングス・オブ・センチュリー - スーパートランプ・トリビュート』 - Songs of the Century (2012年) ※スーパートランプ・トリビュート・アルバム
- トム・ブリスリン : 『ハリー・アップ・アンド スメル・ザ・ローゼズ』 - Hurry Up And Smell The Roses (2012年)
- Anton Roolaart : The Plight of Lady Oona (2014年)